# Giant Dipper (Santa Cruz Beach Boardwalk)
Giant Dipper auf dem Santa Cruz Beach Boardwalk (Santa Cruz, Kalifornien, USA) ist eine Holzachterbahn des Herstellers Arthur Looff, die am 17. Mai 1924 eröffnet wurde. Sie wurde von Frank Prior und Fredrick Church in Form eines doppelten Out-&-Back-Layout konstruiert. Der Bau dauerte nur 47 Tage und kostete 50.000 US-Dollar. Zum Zeitpunkt ihrer Eröffnung kostete die Fahrt auf ihr 15 Cent. Giant Dipper wurde bereits von über 50 Millionen Personen gefahren. Sie kam in einigen Werbespots und Filmen vor, darunter auch The Lost Boys, Dirty Harry kommt zurück und Dangerous Minds – Wilde Gedanken.

## Züge
Giant Dipper besitzt zwei Züge des Herstellers D.H. Morgan Manufacturing mit jeweils sechs Wagen. In jedem Wagen können vier Personen (zwei Reihen à zwei Personen) Platz nehmen.

## Fakten
- Der Vater von Arthur Looff, Charles I. D. Looff, baute bereits 1911 das vom Boardwalk heißgeliebte Karussell, das auch noch wie Giant Dipper in Betrieb ist.
- Es gibt eine andere Achterbahn mit demselben Namen im Belmont Park. Sie wurde 1925 gebaut und hat dieselben Ausmaße.
- 1987 wurde die Bahn von der National Park Service als National Historic Landmark – eine national-historischen Sehenswürdigkeit anerkannt.
- Looff beschreibt seine Pläne als eine Kombination aus Erdbeben, Ballon-Aufstieg und Flugzeugabsturz.
- Als die Bahn eröffnet wurde, unterschied sie sich mit der heute bekannten Bahn. Anstatt einer Innenstation hatte sie eine Station im Freien ohne Tunnel zum Beginn der Fahrt. Ebenso war sie grün und nicht rot. Einige Male wurden die Züge ausgetauscht. Im Februar 2007 wurde die Vorderseite der Züge mit einem 100-Jahre-Zeichen versehen und die Seiten wurden rot und blau gestrichen.
- Giant Dipper ist die sechstälteste Achterbahn in Nordamerika, die sich noch in Betrieb befindet.[1]

## Fotos

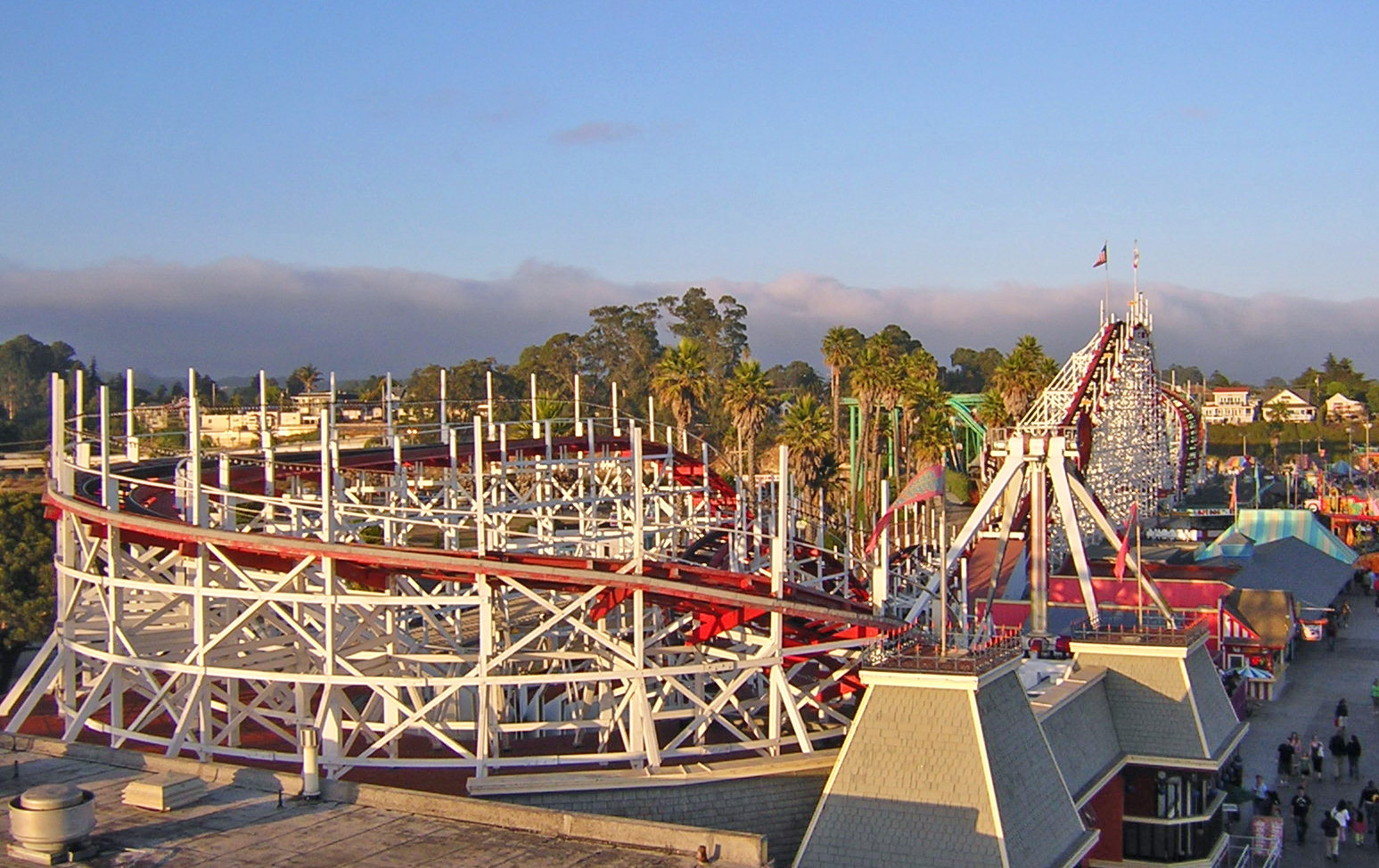
Schiene vom Skyglider aus gesehen
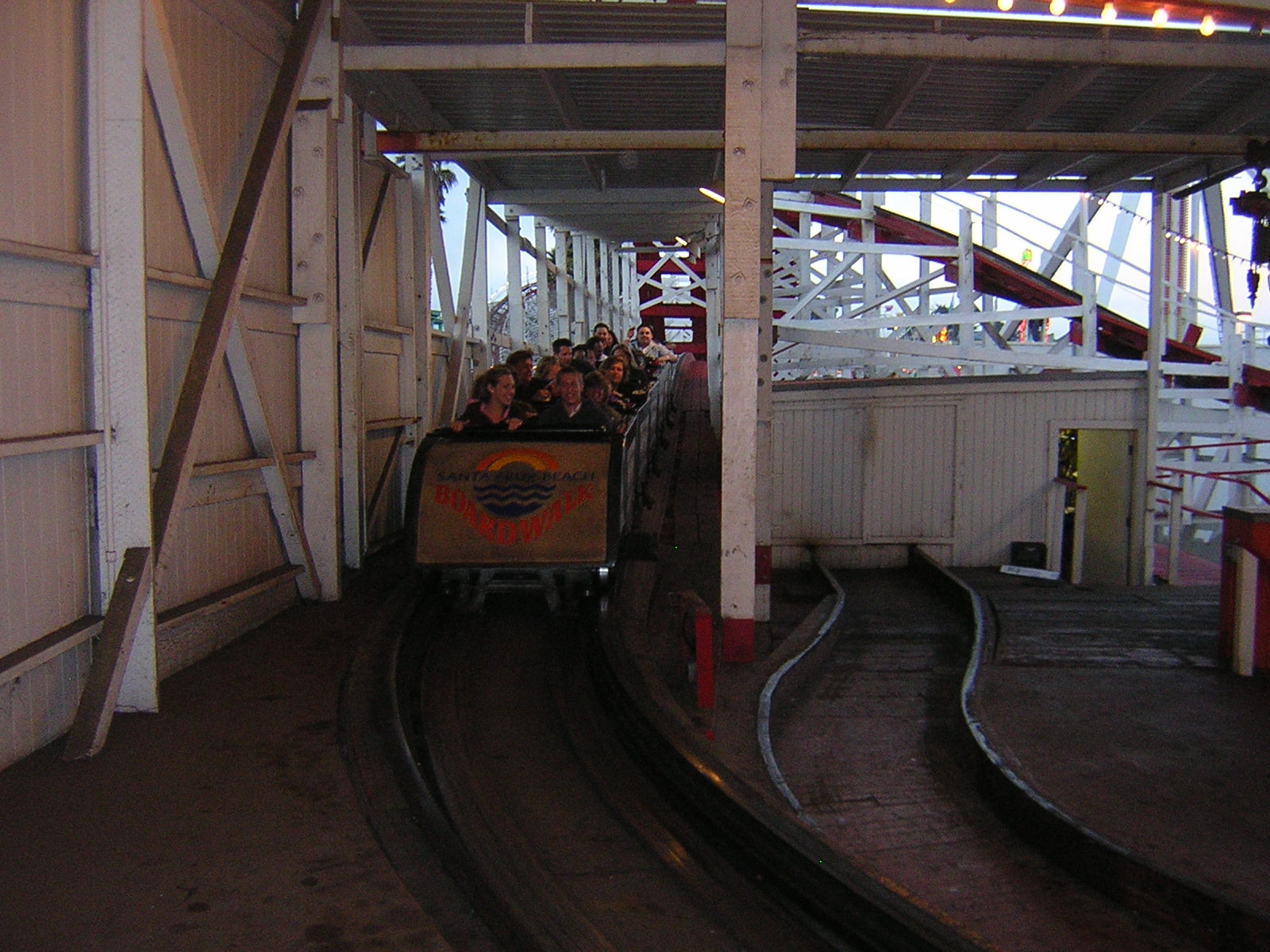
Ein Zug fährt in die Station
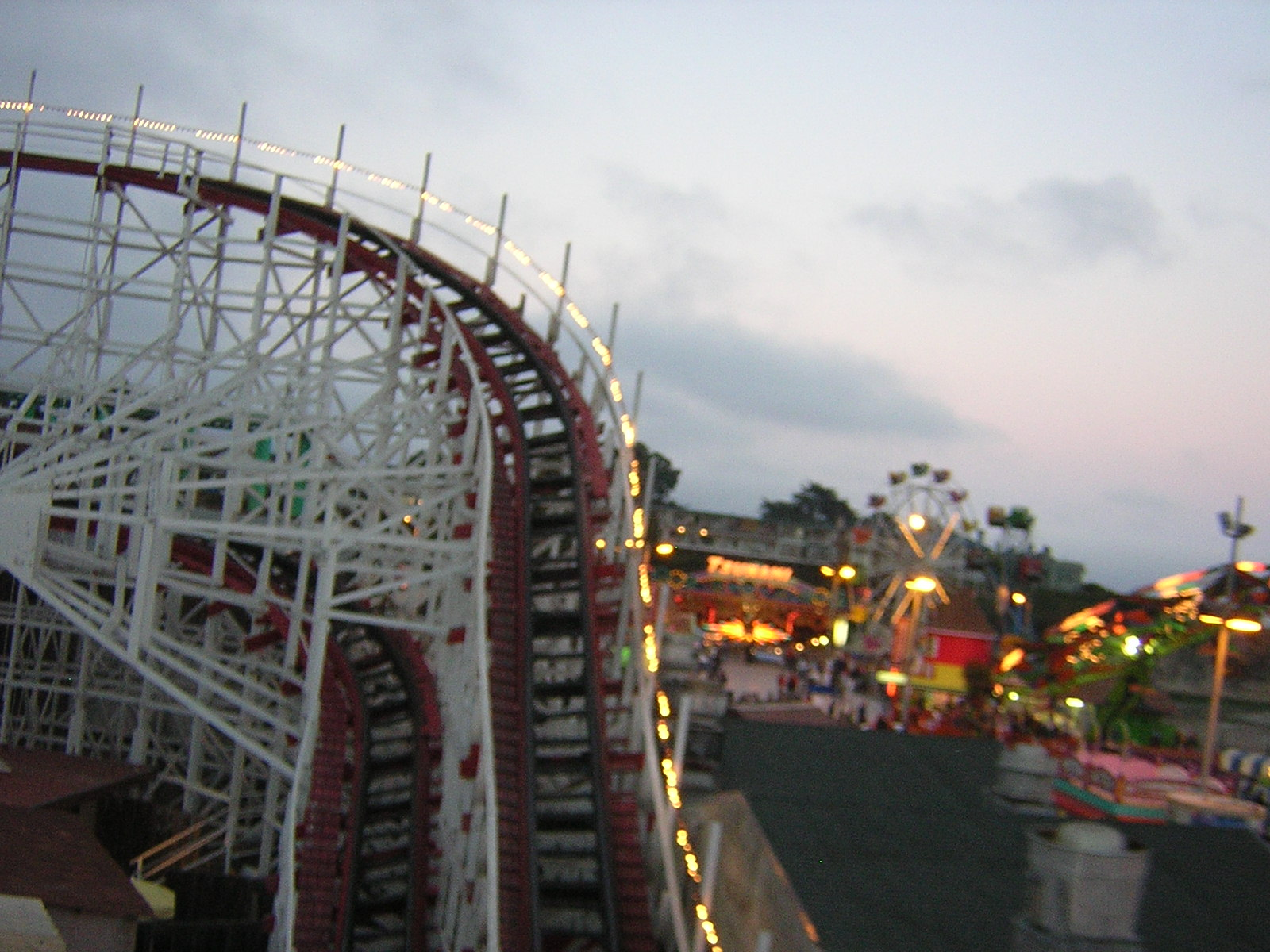
Erste Schleife
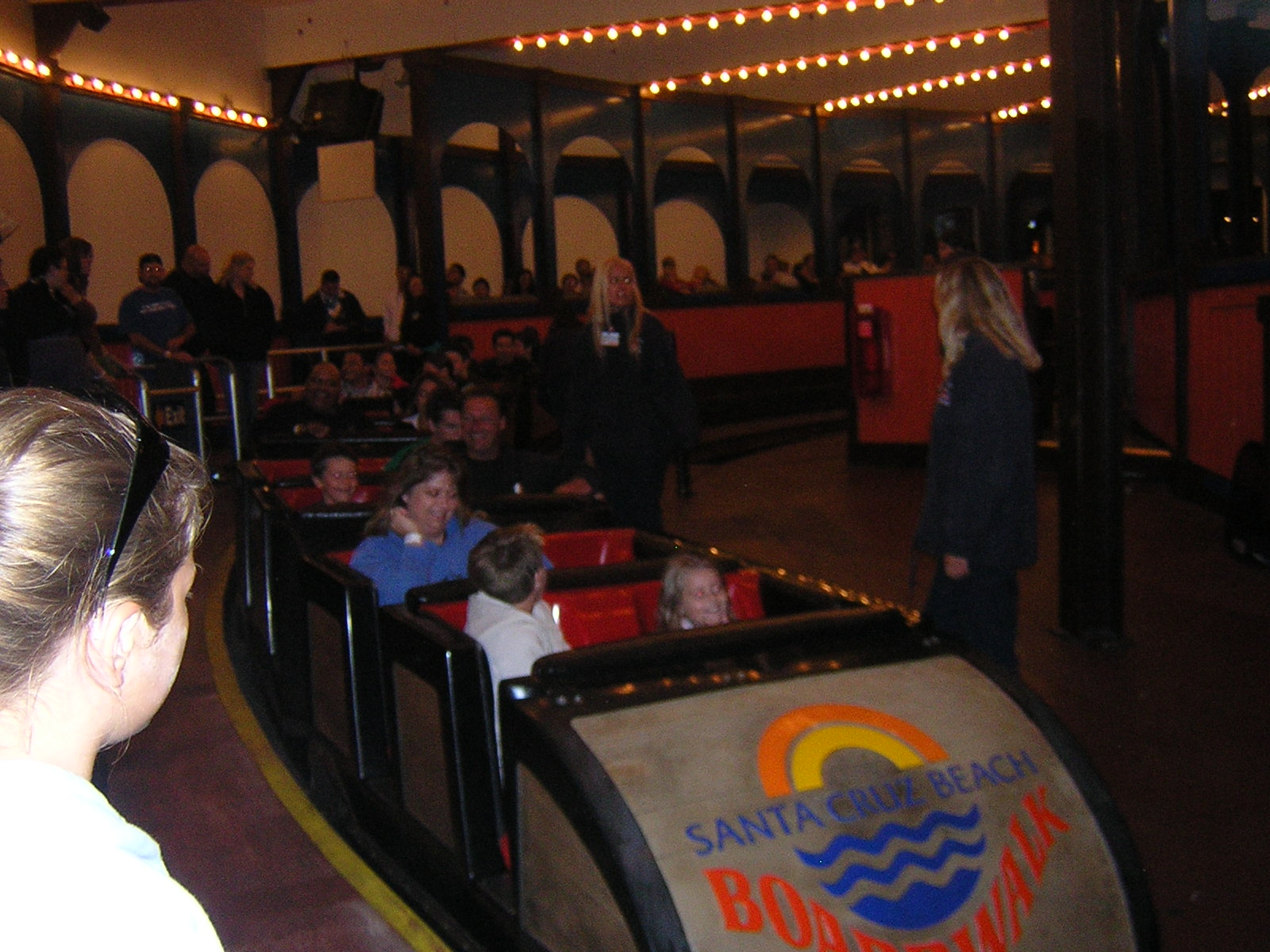
Einsteigen in die alten Züge
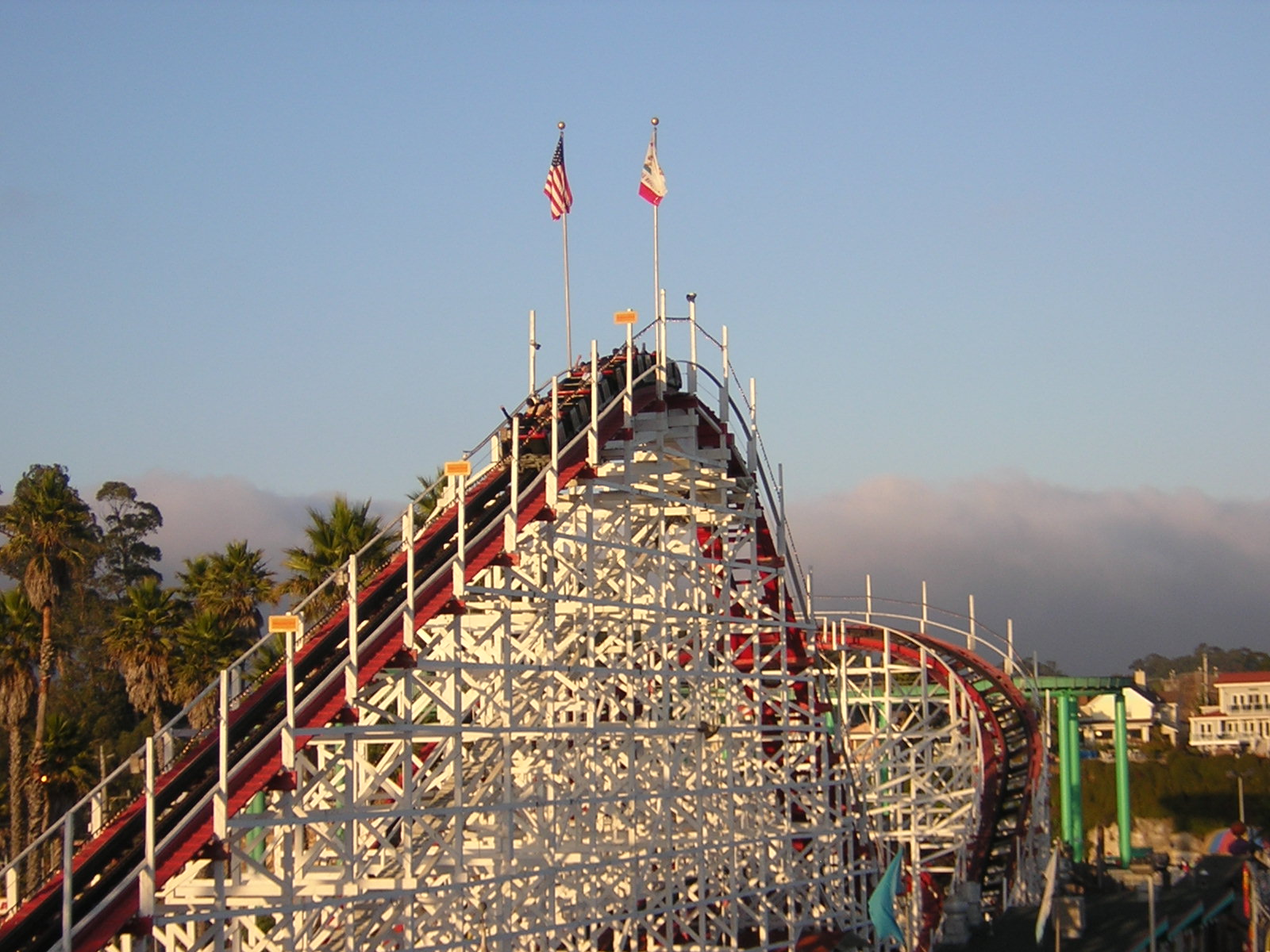
Lifthill